# Carterton (Nowa Zelandia)
Carterton (maor. Taratahi) – miasto w Nowej Zelandii, na Wyspie Północnej, w regionie Wellington. W 2006 r. miasto to na powierzchni 1 180 km² zamieszkiwało 7 098 osób.